# Nutaarmiut
Nutaarmiut ("Menneskene på det nye sted") er en bygd i det nordvestlige Grønland, ca. 82 km nord for Upernavik i Avannaata Kommune. Bygden tilhørte indtil 2009 den tidligere Upernavik Kommune. Bygden har ca. 32 indbyggere (2014). De vigtigste indtægtskilder er fiskeri og sælfangst.
Bygden har en skole og en lille kirke. Skolen Nutaarmiut Atuarfia har plads til ca. fire elever fra 1. til 7. klasse.